# Lajos Faragó
Lajos Faragó, né le 3 août 1932 à Budapest en Hongrie et mort le 13 mai 2019 en Hongrie, est un joueur de football international hongrois, qui évoluait au poste de gardien de but.

## Biographie

### Carrière en club
Lajos Faragó joue en faveur du Budapest Honvéd pendant 13 ans, entre 1950 et 1963. Il remporte avec cette équipe cinq titres de champion de Hongrie.
Il joue deux matchs en Coupe d'Europe des clubs champions lors de la saison 1956-1957.

### Carrière en sélection
Lajos Faragó reçoit sept sélections en équipe de Hongrie entre 1954 et 1957.
Il joue son premier match en équipe de Hongrie le 8 décembre 1954, en amical contre l'Écosse (victoire 2-4 à Glasgow). Il reçoit sa dernière sélection le 23 juin 1957, contre la Bulgarie. Ce match gagné 4-1 à Budapest rentre dans le cadre des éliminatoires du mondial 1958.
Il figure dans le groupe des sélectionnés lors des Jeux olympiques de 1960, obtenant la médaille de bronze. Lors du tournoi olympique organisé en Italie, il ne joue qu'un seul match, contre le Pérou.

## Palmarès
Hongrie olympique
- Jeux olympiques :
  -  Bronze : 1960

 Budapest Honvéd
- Coupe Mitropa :
  - Vainqueur : 1959

- Championnat de Hongrie :
  - Champion : 1950, 1952, 1954, 1955 et 1956
  - Vice-champion : 1951, 1953 et 1958

- Coupe de Hongrie :
  - Finaliste : 1955